# Hydroides lambecki
Hydroides lambecki är en ringmaskart som beskrevs av Bastida-Zavala och ten Hove 2002. Hydroides lambecki ingår i släktet Hydroides och familjen Serpulidae. Inga underarter finns listade i Catalogue of Life.